# Операція «Постмейстер»
Операція «Постмейстер» (англ. Operation Postmaster) — морська спеціальна операція, що відбулася в Іспанській Гвінеї (нині Екваторіальна Гвінея) у січні 1942 року під час Другої світової війни без дотримання офіційного нейтралітету Іспанії.

## Контекст
У 1941 році британці дізналися, що німецькі підводні човни використовували кілька річок на африканських територіях режиму Віші для поповнення пального. Вони вирішують провести подальше розслідування за допомогою невеликого підрозділу, Small Scale Raiding Force (SSRF), також відомого як Commando 62. Сформований у 1941 році, він включає 55 спеціально навчених солдатів, які діють спільно з Special Operations Executive під командуванням майора Гуса Марча-Філліпса.
9 серпня 65-тонна яхта Maid of Honour вирушила з Пула на півдні Англії до Західної Африки. П'ятьох членів екіпажу очолює Марч-Філіпс, а решта SSRF під командуванням капітана Джеффрі Еппл'ярда вже вирушила на борт військового транспорту. 20 вересня Maid of Honour прибула до Фрітауна, в Сьєрра-Леоне, де Епплярд перебував кілька тижнів. Там SSRF починає пошуки, щоб ідентифікувати німецькі підводні човни, розташовані в регіоні. Вони нишпорять по дельтах і численних прибережних річках, але безрезультатно.
SOE тоді була досить активною в Західній Африці через присутність режиму Віші, а також іспанських та португальських колоній, чиї режими були відносно близькі до нацистської Німеччини. Кілька членів SOE швидко зацікавилися діяльністю трьох кораблів у порту Санта-Ізабель, порту іспанського острова Фернандо-По, за тридцять кілометрів від континенту, поблизу кордону з Нігерією.
Це три судна: італійське торгове судно «Duchessa d'Aosta», великий німецький буксир Likomba і баржа Bibundi. Перше має оперативне радіо, яке можна використовувати для передачі важливої інформації про британські рухи. Його вантаж включає три мільйони фунтів вовни, 316 610 фунтів шкір, чотири мільйони фунтів копри, майже 550 000 фунтів азбестових волокон і 1,1 мільйона зливків електролітичної міді. Крім того, капітан відмовляється надати деталі вантажного маніфесту портовій владі, що швидко ставить під сумнів точну природу того, що перевозить судно. Під час своїх візитів на острів британський агент Леонард Гіз ретельно стежив за кораблями сил Осі і в серпні 1941 року запропонував план захоплення «Likomba» і нейтралізації «Duchessa d'Aosta». 20 листопада 1941 року британське Адміралтейство погодилося на дії в порту нейтральної країни.
Губернатор Нігерії сер Бернард Бурділон надав дві баржі «Вулкан» і «Нунітон» для транспортування командос. Сила нападу складається з тридцяти двох чоловіків, включаючи чотирьох агентів SOE, 11 командос SSRF і 17 чоловіків, набраних з місцевого населення як екіпаж. Однак місія зазнала опору з боку генерала Джорджа Гіффарда, командувача West Africa Command, який відмовився звільнити 17 осіб, які планували служити на двох човнах. Він вважає, що це скомпрометує інші плани, які були у нього на думці, і що операція може бути розцінена як піратство. Тоді Адміралтейство вирішило призупинити операцію, тим більше, що Міністерство закордонних справ також висловило свою опозицію, побоюючись реакції з боку іспанського уряду. Лише 6 січня 1942 року британська дипломатія дала свою згоду, розраховуючи на те, що неможливо надати жодних матеріальних доказів британських дій на іспанській землі. Нарешті, корвет «Вайолет» відправляється в цей район, щоб перестріти кораблі у морі, що підкріпить легенду, що їх було захоплено на шляху в Європу.

## План
Деталі нападу з'ясовували в Лагосі. Було вирішено, що бойова група, розділена на дві групи, увійде в порт Санта-Ісабель (нині Малабо) на острові Біоко в безмісячну ніч; одна з груп опікуватиметься Duchessa, а інша — катерами. Перші повинні були атакувати човен, нейтралізувати радіо та контролювати корабель; їм доведеться звільнити якорі, зачепити катери й нарешті покинути порт. Все треба було зробити за 15 хвилин. Корвет Королівського флоту Великобританії Violet чекав на них у міжнародних водах, щоб супроводити до Лагоса. Цей план отримав зелене світло в 1940 році за матеріально-технічної підтримки з боку Нігерії. Британці скористалися послугами трьох іспанських республіканців у вигнанні, особливо Агустіна Сорріли, підтримка, яка була вирішальною для успіху цієї операції. Атака мала розпочатися о 23:30 у середу, 14 січня 1942 року.

## Атака
Цієї тихої ночі човни, які слідкували за водами, були біля узбережжя Ріо-Муні (на материковій частині Гвінеї), і в порту були лише човни, які прийшли, щоб знайти притулок, і кілька невеликих човнів. Канонерський човен «Дато», який перебував на озброєнні в колонії, і міжконтинентальний пароплав «Гомера» також були поблизу Ріо-Муні. Громадське освітлення зазвичай вимикали о першій годині ночі, але через дефіцит дизельного палива вимикання відбувалося в цей час о 23:00.
Командос діяв повільніше, ніж очікувалося, і знадобилося півгодини, щоб контролювати екіпаж, особливо екіпаж «Duchessa d'Aosta», і довелося використати кілька вибухових зарядів, щоб звільнити якір, що насторожило населення та охорону. Коли ввімкнули освітлення, щоб з'ясувати причини вибухів, човнів там уже не було. Наступного ранку колоніальний губернатор організував експедицію на пошуки човнів, але вони не були знайдені, про що було поінформовано центральний уряд в Іспанії.

## Наслідки
На світанку діючий губернатор віддав наказ, щоб літак De Havilland DH.89 Dragon Rapide компанії Iberia спробував знайти три човни. Літак озброєний кулеметом і ручними бомбами, оскільки це був перший випадок, коли літак Iberia та його екіпаж були мілітаризовані, але операція з прочісування узбережжя Камеруну та Габону виявилася невдалою, тоді як «Nuneaton», буксир на службі нігерійського колоніального уряду, залишався в полі зору Фернандо Пу протягом двох днів через проблеми з двигуном.
Іспанія висловила протест британському посольству через напад у суверенних водах нейтральної держави, але уряд у Лондоні вибачився, заявивши, що човни були знайдені у відкритому морі та були доставлені лише до порту Лагос. З іншого боку, Німеччина та Італія критикували іспанський уряд за неспроможність захистити свої кораблі.
Пізніше захоплені човни були перейменовані та використовувалися Сполученим Королівством під час війни як транспортні засоби між Канадою та британськими портами. Після завершення конфлікту «Duchessa d'Aosta» була повернута до Італії.
Іншим менш відомим наслідком було відправлення іспанських добровольців, оскільки в Іспанії цей напад сприйняли як оголошення війни Сполученим Королівством Іспанії. Іспанський уряд дуже швидко надіслав добровольців (кількість яких залишається невідомою). Більшість цих добровольців, яких перевозили човнами, померли під час переходу через епідемію жовтої лихоманки, оголошену на кораблі. Коли кілька тих, хто вижив, прибули до Гвінеї, все було скінчено, і залишилася лише одна дипломатична проблема. Більшість тих, хто вижив, залишилися в Гвінеї, а добровольці повернулися до Іспанії лише через деякий час.[джерело?]